# Tell Begum
Tell Begum is een tell (een archeologische nederzettingsheuvel) in Irak.
De tell ligt in de Shahrizor-vlakte in Iraaks Koerdistan. De archeologische vindplaats bestaat uit een steile, conische tell van 9 m hoog, met een lagere extensie. De totale oppervlakte bedraagt 5 ha. De vindplaats werd voor het eerst onderzocht in 1960 door Iraakse archeologen. In 2013 voerden archeologen van de Universiteit Leiden een nieuwe opgraving uit. Dit project bestudeerde de oude Iraakse opgraving, en voerde op beperkte schaal nieuwe opgravingen uit.
De oudste lagen stammen uit de Late Halaf periode. Na een onderbreking in de bewoning, wordt de site weer gebruikt in de late kopertijd (Laat-Chalcolithisch 1 tot Laat-Chalcolithisch 3, 4300-3600 v.Chr.). Er zijn ook sporen van Middeleeuwse bewoning aangetroffen.